# Historia del Club Atlético Osasuna
El Club Atlético Osasuna es un club de fútbol afincado en Pamplona (Navarra, España). El equipo en la actualidad ha subido a la Primera División de España. Sus orígenes se remontan a la década de 1920.

## Nacimiento de Osasuna
La fundación del Club Atlético Osasuna se remonta al año 1920, sin que haya constancia del día y el mes exacto de su nacimiento. No obstante, las crónicas de la época señalan que fue un miércoles de noviembre. Los pamploneses, tras la disolución de varias entidades futbolísticas, se negaron a que este deporte desapareciese de Navarra. Para ello comenzaron las reuniones entre los miembros de diferentes entidades deportivas; primero se fundó la Sociedad Sportiva. Se realizó una colecta para comprar un balón y equipaciones, con el fin de poder jugar diferentes partidos contra equipos militares de la época, que se disputaban en la Media Luna.
Diferencias internas en la Sociedad Sportiva provocaron una escisión y el nacimiento de una nueva sociedad, el New Club. Estas dos entidades deportivas crearon dos comisiones para comenzar los trabajos preliminares de fundación de un nuevo Club. Por parte de la Sociedad Sportiva formaron parte Eduardo Aizpún, Francisco Altadill y Gerardo Arteaga; y por parte del New Club, Joaquín Rasero, Augusto Vizcarra y Ángel Goikoetxea. Todas las reuniones se llevaron sin dificultad hasta concluir con una reunión en el Café Kutz, en la que participaron todos los miembros de las dos entidades. Por votación de los allí reunidos se constituyó el nuevo Club que recibió el nombre de Osasuna. El acto de fusión fue firmado por las seis personas que formaban parte de las dos comisiones antes señaladas.
Benjamín Andoian fue quien dio el nombre al club, Osasuna, palabra que en euskera significa "la salud", también traducido como fuerza o vigor. Dado que la "a" de Osasuna es el artículo "la" (en castellano), es habitual que los seguidores del club se refieran a él como "Osasuna", sin la utilización del artículo, es decir, hacer referencia al equipo como "el Osasuna", es reiterar el artículo.

## Inicios
El primer partido jugado por C.A. Osasuna fue el 24 de octubre de 1920 en el campo del Ensanche. El recién fundado equipo se midió a una selección militar, el partido concluyó con empate a un gol. La primera alineación estuvo formada por: Joaquín Rasero, Eduardo Aizpún, Urriza, Felipe Esparza, Néstor Aldabe, Txomin Meaurio, Víctor Idoate, Félix Azagra, Gaspar Moreno, Gorraiz y Francisco Altadill. Al cabo de un año ya llegó el primer éxito del Club, obteniendo el subcampeonato en el Campeonato Regional de Segunda Categoría. La final se disputó en Pamplona, el 10 de abril de 1921, frente al conjunto vizcaíno del Luchana, siendo derrotado por 1-2.
En el aspecto institucional, la primera junta directiva la integraron Joaquín Rasero, primer presidente, primer portero y primer entrenador del Club, más Agustín Vizcarra, Felipe Esparza, Eduardo Aizpún, Francisco Altadill y Gerardo Arteaga.
Al no tener campo propio el C.A. Osasuna alternó sus partidos a lo largo del primer año entre los campos del Ensanche y el del Hipódromo, siendo la mayoría de ellos de carácter amistoso. Ya en la temporada 1921/22, el Club necesitaba un campo que reuniera las condiciones suficientes para acoger sus partidos que, cada vez, suscitaban un mayor interés. Así, el 21 de mayo de 1922, se inauguró el Campo de San Juan con un partido ante el Arenas de Getxo y que, curiosamente, arbitró el presidente de Osasuna, Joaquín Rasero. La alineación rojilla estuvo formada por Areta, Planas, Néstor, Pinilla, Goñi, Lusarreta, Idoate, Azagra, Urkizu, Echaren y Zala. En el aspecto puramente deportivo destaca el ascenso a Primera Categoría Regional, serie B.
En la temporada 1922/23, el C.A. Osasuna disputó un total de diez partidos oficiales que se saldaron con cinco victorias, un empate y cuatro derrotas. El equipo concluyó como subcampeón de Primera Categoría Regional, serie B. Como hecho más relevante de la temporada destaca el partido que tuvo lugar el 7 de enero de 1923 en San Sebastián ante el Esperanza. Osasuna tenía opciones de conseguir el título y hasta la capital donostiarra se desplazaron aficionados en un tren, en 50 autobuses y vehículos particulares, en un número aproximado de 300. El choque concluyó con empate a cero, pero donde Osasuna perdió todas las opciones para proclamarse campeón fue en Atocha en el choque ante la Unión Deportiva de San Sebastián, en el que cayó derrotado (4-3).
En su cuarto año de vida, al C.A. Osasuna le tocaron desplazamientos lejanos contra rivales andaluces y catalanes, tras proclamarse campeón de la Primera Categoría Regional, serie B, a fin de disputar las eliminatorias correspondientes de la Copa. Ganó al Atlético Club Sevilla y Tarrasa, pero perdió en la final ante el Acero de Bilbao (2-1) en partido único que se disputó en Sevilla.
La temporada de 1924/25 se recordará porque fue en la que se contrató como entrenador al primer extranjero, el alemán Walter Gerbart, lo cual da una idea del crecimiento que estaba experimentando el club en todos sus aspectos. Asimismo, el C.A. Osasuna jugó el 19 de abril de 1924 un partido amistoso contra el Boca Juniors argentino que se encontraba de gira por Europa. El choque concluyó con derrota (1-0) y el equipo estuvo formado por Emery, Abascal, Juanín, Ochoa, Gamborena, Ariz, Urkizu, Goiburu, Miqueo, Gurrutxarri y Muguiro.

## Años de crecimiento
El C.A. Osasuna se mantuvo durante la temporada 1925/26 en Primera Categoría, serie A, a la que había ascencido tras proclamarse campeón de la Serie B, la anterior campaña. Se clasificó por detrás del Real Unión y la Real Sociedad, los dos grandes rivales de aquella época, que dominan el fútbol guipuzcoano por aquellos años; y por delante del Tolosa y del Esperanza. En esta campaña Juanín Bilbao tuvo el honor de ser el primer internacional del club, debutando esa misma temporada en el primer equipo Seve Goiburu que, un año más tarde y durante la temporada 1926/27, recibió igualmente la llamada de la selección, siendo el segundo internacional, pero el primero de la cantera del club y con mayor trayectoria que el primero. Fue 12 veces internacional, marcando un total de seis goles. El primero el día de su debut ante Hungría, en Vigo. El futbolista continuo en Osasuna hasta la campaña 1928/29.
La temporada 1927/28 se caracterizó por el acontecimiento institucional de fecha 25 de julio de 1928, en el que se constituyó la Federación Navarra de Fútbol y Osasuna dejó de depender del organismo guipuzcoano. Otro hecho relevante fue la contratación por parte del Real Madrid del jugador rojillo, Jaime Lazcano, que durante la mencionada temporada marcó 25 goles, llegando posteriormente en las filas del equipo blanco a ser internacional.
Fue en la temporada 1928/29 cuando se creó la liga con tres categorías: Primera División, Segunda División Grupo A y Segunda División Grupo B. Osasuna fue relegado a esta última categoría junto con Gimnástica de Torrelavega, Valladolid, Cartagena, Castellón, Murcia, Zaragoza, Cultural Leonesa, Baracaldo y Tolosa. El debut tuvo lugar en el campo del Torrero, frente al Zaragoza (2-1). El equipo estaba formado por: Osés; Apat, Urdiroz I, Gopegui, Sánchez, Urdiroz II, Sigues, Seve Goiburu, Urrizalqui, J. Goiburu y Muguiro. Al final de temporada Osasuna terminó en tercera posición.
La temporada 1929/30 quedará marcada por el plantón de Osasuna en la liga, al no estar de acuerdo con el grupo en el que quedó enmarcado. Únicamente podía enfrentarse a rivales guipuzcoanos y no vizcaínos, un hecho que se dejaba notar en la taquilla, principal fuente de ingresos de los clubes en aquella época. Tras esta medida de presión, la plantilla se resintió, ya que fueron varios jugadores carismáticos los que decidieron abandonar el Club. Estas bajas se suplieron con otras incorporaciones, entre las que destaca Ángel Iturralde “Catachú”, interior habilísimo que fue titular indiscutible durante muchos años.
Ya en los años 30, el Club Atlético Osasuna siguió militando en Tercera División. Pero con un primer reto en la temporada 1930/31, de lograr el ascenso y para ello la Junta Directiva decide fichar a Pagazaurtundua. Las continuas injerencias de la directiva en su labor provocaron su abandono del cargo tras esa temporada. Fue sustituido por Martín José Muguiro.

## Primer ascenso a Segunda División
En la temporada 1931/32, el C.A. Osasuna consiguió el ascenso a Segunda División. Fue con Martín José Muguiro, cuando en la temporada 1931/32, el C.A. Osasuna consiguió el ascenso a Segunda División. Tras la liga regular tuvo que superar dos eliminatorias ante el Sabadell y el Nacional de Madrid, respectivamente. La plantilla que logró este primer hito deportivo estaba formada por: Baraibar, Apat, Muguiro, Moreno y Urdiroz I, Villacampa, Senosiain, Urdiroz II, Irigaray, Bezunartea, Urrizalqui, Gil, Julio Iturralde, Oyaneder, Catachú y Sagües. Osasuna no perdió ni un solo partido en el campo de San Juan.
La temporada 1932/33 se recordará por la incorporación al primer equipo de Julián Vergara, con 17 años. En la temporada de su debut anotó 35 goles. Con él y otros refuerzos –los hermanos Bienzobas, Custodio y Paco- el C.A. Osasuna mantuvo la categoría en su primera temporada en Segunda División. También la campaña se caracterizó por el gran poder goleador de los rojillos. Le marcó ocho goles al Coruña, seis al Murcia y cinco al Atlético de Madrid.
El C.A. Osasuna se consolidaba en Segunda División y en la temporada 1933/34 el brillo estuvo en la Copa. Superó en la primera eliminatoria al Atlético de Madrid y en la segunda ronda le tocó en suerte el Real Madrid. Era la primera visita del equipo blanco a Pamplona. La entrada costaba 7,50 pesetas y 9.000 personas se dieron cita en el campo de San Juan para presenciar el partido. Se consiguió una recaudación de 35.000 pesetas, batiendo el récord de 1930 con motivo de una visita del Alavés que dejó en taquilla 20.000 pesetas. C.A. Osasuna perdía los dos encuentros (0-3 y 5-1).

## Primer ascenso a Primera División
De la consolidación en la categoría de plata se pasó en la temporada 1934/35 al ascenso a Primera. Emilio Urdiroz dirigió a este equipo en el que resaltaban jugadores como Iturralde, Vergara, Paco Bienzobas y Catachú. Osasuna quedó primero en su grupo de la liga regular y se jugó el ascenso ante Hércules, Celta, Murcia, Sabadell y Valladolid. Los rojillos estaban obligados a ganar en el último partido ante el Murcia, en San Juan. Ganaron 3-0 y Pamplona vivió el primer ascenso a la máxima categoría del fútbol nacional. Ese once estuvo formado por: Urreaga, Ilundain, Recarte, Ruiz, Cuqui Bienzobas, Urdiroz II, Castillo, Iturralde, Vergara, Paco Bienzobas y Catachú.
Esta temporada también se recordará por la clasificación para semifinales en la Copa. Afrontó tres eliminatorias, con victoria en las dos primeras ante Badalona y Zaragoza, respectivamente. En semifinales cayó ante el Sevilla con derrota en el campo Nervión (4-1) y con polémica en San Juan.
El paso del C.A. Osasuna por Primera fue efímero, tal y como quedó reflejado en la temporada 1935/36, cuando terminó último con cierta regularidad en casa, pero ni un solo punto en los desplazamientos. En el aspecto individual, destacó la capacidad goleadora de Julián Vergara, con 20 tantos.
En Copa, el C.A. Osasuna volvía a plantarse en semifinales, tras dejar en la cuneta a Racing de Santander, Oviedo y Betis. El sorteo deparó como rival al Barcelona y, tras el primer partido disputado en San Juan (4-2), los rojillos mantuvieron viva la esperanza de alcanzar la final. En Barcelona, la afición no quiso dejar solo al equipo y se fletaron varios autobuses para el partido de vuelta. El sueño terminó con un contundente 7-1 para los culés.

## Paréntesis bélico
La temporada 1936/37 estuvo marcada por la Guerra Civil. Tanto la contratación de jugadores como el desarrollo de la propia competición se vieron, lógicamente, interrumpidas por el conflicto bélico. La actividad futbolística se redujo a amistosos. A finales de 1938 es cuando comenzó a fraguarse la nueva competición liguera que pasaría a denominarse Copa del Generalísimo. Una de las alineaciones más habituales de aquella época estaba formada por: Florenza; Cervantes, Laguardia, Casariego, Archanco, Echavarren, Nicanor, Alberto Gastón, Vergara, Iraburu y Gómez.
Fue en la temporada 1939/40 cuando se volvió a una normalidad, al menos aparente en cuanto a competiciones se refiere. A la hora de reanudar la competición, continuaron en Primera todos los clubes que habían logrado mantener la categoría en la temporada 1935/36. No era el caso de Osasuna que concluyó el campeonato último y consumó el descenso junto con el Atlético de Madrid. También hubo dos ascensos, pero el Oviedo al tener su campo destruido no podía afrontar la competición y dejó una plaza vacante en la máxima categoría. Se la jugaron Osasuna y Atlético de Madrid en terreno neutral (Valencia). La victoria fue para el Atlético por 3-1. Osasuna arrancó, por tanto, la competición en Segunda, categoría en la que terminó segundo.
En cuanto a la Junta Directiva, estuvo presidida por Vicente Jáuregui, designado por la Federación Española de Fútbol.
La temporada 1940/41 se caracterizó por el fichaje de Julián Vergara al F.C. Barcelona. El club culé pagó 80.000 pesetas. También, Paco Bienzobas recaló en la Real Sociedad. Estas ausencias mermaron el potencial creativo y realizador del bloque y no se pudo afrontar el ascenso. El C.A. Osasuna terminó la competición en quinto lugar, dirigido por Ramón Urrizalqui.

## La complicada década de los 40
Al comienzo de la temporada 1941/42, el C.A. Osasuna empeñó todos sus esfuerzos en retornar a Primera División. Así lo pregonaron y así respondió la afición, con más de 2200 socios en la entidad. Pero los resultados no acompañaron y el equipo concluyó el campeonato antepenúltimo, con tan sólo 13 puntos. Se mantuvo al entrenador, pero la mala campaña trajo consigo el cambio de presidente. El 20 de mayo de 1941, Antonio Lizarza fue elegido presidente. No fue mejor la campaña siguiente, con escasas novedades en el equipo, ya que apremiaban los problemas económicos. La temporada de 1942/43 fue anodina y se rozó la promoción de descenso. Este se consumó una campaña más tarde (1943/44). A la crisis deportiva le siguió la institucional. El presidente Antonio Lizarra abandonó el cargo y tomó posesión Antonio Archanco. Éste duró en la presidencia tan sólo tres meses al comprobar que la deuda rojilla ascendía a casi 300.000 pesetas. Archanco se convirtió así en el presidente más efímero de la historia de Osasuna. Tomó posesión el 24 de diciembre de 1943 y se marchó el 21 de marzo de 1944. De nuevo apareció en escena Antonio Lizarra.
El C.A. Osasuna volvía al pozo de la Tercera División en la temporada 1944/45, es decir después de 14 temporadas entre Segunda y Primera. El conjunto rojillo perdió el brillo de sus figuras, tales como Vergara, Bienzobas y Aranaz. Se hizo cargo del equipo el exjugador Seve Goiburu, pero no logró terminar la temporada. Fue sustituido por otro exfutbolista, Emilio Urdiroz. Con él, Osasuna alcanzó la fase de ascenso, aunque llegó a la misma sin opción alguna. La mala situación económica obligaba a los trece jugadores convocados, técnico y masajista a desplazarse en dos grandes taxis.
La temporada 1945/46 está marcada por una precaria situación económica que obligó a la Junta Directiva a alquilar el campo de San Juan al Frente de Juventudes por 4.000 pesetas trimestrales. En el aspecto puramente deportivo, Osasuna terminó quinto en la liga y fue eliminado en la primera ronda de la Copa. La entidad apenas contaba con 200 socios.
Una temporada después comenzó el resurgir rojillo, una vez más, de la mano de Antonio Lizarra. El Club pasó a contar con 3.000 abonados, la plantilla sufrió renovaciones importantes y se puso al frente del equipo a Amadeo Labarta. Los resultados y el juego comenzaron a llegar y, aunque el ascenso se escapó en la liguilla, sí que volvió la ilusión con el primer puesto en el Campeonato regular de Tercera División. Asimismo, comenzó a profesionalizarse la entidad con la llegada de Ángel Vizcay Martínez, en agosto de 1946, como Secretario General del Club. Se fichó a jugadores como Pedrín y Bidegain, aunque también esa campaña fue la del adiós del goleador Julián Vergara.
La temporada 1947/48 fue un reflejo de la anterior con el campeonato de Tercera y el desengaño en la fase de ascenso. No obstante, la buena marcha deportiva terminó por sanear las cuentas del Club. Con la deuda enjuagada, el presidente Antonio Lizarra cedió el testigo a Antonio María Istúriz.
En la temporada 1948/49, y por tercera campaña consecutiva, el C.A. Osasuna se marcó como objetivo el ascenso. Este finalmente no se consiguió en los terrenos de juego, sino tras la decisión de ampliar el número de equipos de Segunda División y pasar esta categoría a contar con dos grupos. Esta medida dio el ascenso automático a Osasuna que había terminado primero en la liga regular de Tercera División.
No sin apuros, el equipo rojillo logró mantenerse en la División de Plata durante la campaña de 1949/50. Para ello se hizo un esfuerzo económico en nuevas incorporaciones, al tiempo que se amplió en 200 localidades las tribunas de gol y lateral del campo de San Juan. Al final todo ello se dejó sentir en la economía del club y la temporada finalizó con números rojos.

## Década de los 50, un paso adelante
La década de los 50 comenzó con una profunda renovación en la plantilla y con una apuesta clara por la cantera, con jugadores como Gordejuela, Esquisábel, Esteban Areta, Cacho López, Joaquín Goñi y Chuchín Armendáriz. El equipo respondió en una categoría difícil y teniendo en cuenta que muchos jugadores pasaron de la Primera Regional a Segunda División. Osasuna concluyó séptimo. Esta temporada se batió el récord de recaudación, con 250.000 pesetas en el choque que enfrentó en San Juan a Osasuna contra el Real Zaragoza.
En la temporada 1951/52 se acarició el sueño del ascenso a Primera División. Se volvió a reforzar la plantilla y entre las incorporaciones destacó la del jugador Maxi Ros. También cabe resaltar el lleno que registró San Juan (12.000 espectadores) en el partido ante el Logroñés. En este choque, Ros marcó los dos goles de la victoria rojilla. Fue también Ros quien falló un penalti decisivo ante el Barakaldo. Finalmente Osasuna no consiguió el ansiado ascenso.

## Primera época dorada
Se ascendió por segunda vez en la historia a Primera División en la temporada 1952/53, de la mano del técnico Tomás Arnanz. Sin embargo, en su retorno a la máxima categoría del fútbol español, Osasuna decepcionó y regresó al término de la competición a Segunda División. Durante los dos años siguientes, los rojillos cumplieron en la categoría de plata del fútbol nacional hasta que en la campaña 1956/57, bajo las órdenes de Baltasar Albéniz, Osasuna volvió a meter la cabeza entre los más grandes, obteniendo el ascenso a Primera División, por tercera vez en su historia, y participando en esta categoría durante cuatro temporadas consecutivas. Osasuna pasó del déficit económico al superávit y llegaron buenos años en el plano deportivo. La temporada 1957/58 fue célebre. Los navarros finalizaron el campeonato en quinta posición con victorias sonadas en el campo de San Juan ante la Real Sociedad (3-0), Español (3-2), Real Madrid (1-0), Sevilla (3-2) y Barcelona (1-0).
El equipo parecía haberse asentado en Primera División pero en la temporada 1959/1960, de nuevo, el camino a segunda división fue inevitable después de una mala temporada. Hasta tres entrenadores se sentaron en el banquillo osasunista: Eizaguirre, Salvatierra y Gual. Osasuna finalizó el campeonato el último en la tabla. Jacinto Saldise tomó la presidencia del Club y no la dejaría hasta 1970.
En cualquier caso poco duró el tránsito del equipo por segunda ya que de nuevo se obtuvo el ascenso a Primera División, después de una temporada espectacular en Segunda (1960/61). Primeros al finalizar la competición, con 21 victorias, cuatro empates y sólo 5 derrotas. Osasuna marcó este año 83 goles y encajó únicamente 25. Esta temporada, Ignacio Zoco y Félix Ruiz fueron traspasados al Real Madrid por 6 millones de pesetas. Todo un récord en aquella época.
Dos temporadas consecutivas aguantó Osasuna entre los mejores, con Miguel Gual como entrenador. Después de la temporada 1962/63, el equipo descendió a Segunda División y no regresaría a Primera hasta casi dos décadas después.

## Despedida de San Juan y bienvenida del Sadar
Con el equipo en la categoría de plata, el emblemático campo de San Juan fue vendido en 9 de abril de 1966 por 40 millones de pesetas a la Sociedad Navarra, S.A. La venta del viejo campo sirvió para saldar deudas y aliviar la dificultosa situación económica de la entidad rojilla. El 2 de septiembre de 1967 se inauguró el estadio de El Sadar, un campo moderno y cómodo con un aforo para 25.000 espectadores. El partido de inauguración del nuevo terreno de juego enfrentó al Real Zaragoza y al Vitoria de Setúbal, encuentro que finalizó con empate a un gol. Al día siguiente, los rojillos jugaron ante el Victoria de Setúbal y vencieron 3-0. El primer gol de Osasuna en el estadio de El Sadar lo marcó Osaba. Con un campo de Primera División, Osasuna descendió esta temporada a Tercera. Esta campaña, además, comenzaron las obras del Parque de Instalaciones del C.A. Osasuna, situadas junto al estadio.
Las siguientes temporadas fueron un ir y venir del equipo entre Segunda y Tercera División. En la campaña 1970/71, Emilio García Ganuza sustituyó a Jacinto Saldise en la presidencia de Osasuna. Se celebraron las bodas de oro de la entidad con el equipo en Segunda División. Para esta efeméride, entre otros actos de altura, los rojillos se enfrentaron en Pamplona al Estrella Roja de Belgrado (1-3), al Liverpool de Uruguay (0-1) y al Real Madrid. El partido ante el equipo merengue acabó con victoria osasunista.
En la temporada 1971/72 comenzó la era de Fermín Ezcurra. Con él como presidente llegaron unos años de estabilidad en el plano institucional y de éxitos en el deportivo. Así, al final de la década de los 70 se consumó un nuevo ascenso a Primera División.

## Debut en Europa
En la temporada 1979/80, 17 años después, Osasuna logró de nuevo ascender a Primera División, logrando estar durante catorce temporadas consecutivas en esta categoría. El 2 de junio de 1980, un agónico triunfo en el estadio de La Condomina de Murcia en la última jornada de liga permitió a los rojillos entonar el alirón. Un gol de Chuma Rández otorgó el ascenso a un Osasuna que se vio arropado en tierras murcianas por cerca de 7000 seguidores. Pamplona fue una fiesta y sus calles fueron testigo de una multitudinaria celebración con miles de seguidores rojillos celebrando el éxito alcanzado.
Durante los primeros años en la élite, Osasuna se caracterizó por ser el equipo revelación del campeonato. Pepe Alzate, desde el banquillo, diseñó un equipo difícil de batir en casa y combativo en la mayor parte de sus desplazamientos.
En el aspecto institucional, en la temporada 1982/1983, se inauguran las Instalaciones de Tajonar sobre una superficie de 80.000 metros cuadrados, colmando así una vieja aspiración del Club con el fin de trabajar la cantera. Se creó una escuela de fútbol cuyo objetivo consistía en formar a los futuros jugadores rojillos.
La salida del banquillo de Pepe Alzate trajo consigo la llegada de un hombre desconocido para los aficionados, el yugoslavo Ivan Brzic. Las estrellas de la liga – entre ellos Maradona- visitaban el estadio de El Sadar y los rojillos lograban los puntos necesarios para mantenerse entre los más grandes. El equipo siguió creciendo hasta que en la temporada 1984/1985 el sexto lugar de la tabla clasificatoria otorgó a los navarros el privilegio de meter la cabeza en la Copa de la UEFA.
Así, en la temporada 1985/1986 se produjo en debut del C.A. Osasuna en una competición europea. En la primera ronda, los rojillos dejaron en la cuneta al Glasgow Rangers, de Escocia, tras perder en Ibrox Park por 1-0 y vencer por 2-0 en el partido de vuelta celebrado en Pamplona.
En la segunda eliminatoria se acabó el sueño tras quedar eliminados por los belgas del Warengen. 2-0 en el partido de ida y 2-1 en el partido de vuelta jugado en el estadio de El Sadar. Patxi Rípodas, con su tanto al Glasgow Rangers, fue el primer jugador osasunista que logró un gol en la Copa de la UEFA.

## Osasuna se hace con un puesto entre los grandes
En la competición doméstica no le fueron mal las cosas al equipo que finalizó la liga en 14.ª posición. Al año siguiente, eso sí, los rojillos acabaron la temporada en el 18.º lugar y lograron evitar el descenso en un play off proyectado a última hora. Entre tanto, Iván Brzic fue destituido a las pocas semanas de iniciarse la competición y Pedro Mari Zabalza se sentó en el banquillo osasunista.
El técnico navarro fue armando un equipo que con el paso del tiempo adquirió la fuerza de un grande. Quinto puesto en la temporada 1987/98, décimos un año después y octavos al final de los noventa presagiaban algo histórico para el C.A. Osasuna.
De esta forma, la temporada 1990/91 fue inolvidable para el Club que finalizó el campeonato en cuarto lugar de la tabla clasificatoria, el mejor puesto hasta esa fecha de toda su historia. Los rojillos, por segunda vez, se aseguraron la participación en la Copa de la UEFA. Particularmente inolvidable resulta la fecha del 30 de diciembre de 1990. Ese día, Osasuna venció en el Santiago Bernabéu al Real Madrid por 0-4. El polaco Jan Urban, con tres goles, se destapó como el ídolo del osasunismo.
En el ámbito institucional, en 1987 se adquirieron en propiedad 80.000 metros cuadrados más de terrenos lindantes con las Instalaciones de Tajonar y en 1990 se inauguró la nueva tribuna Tribuna de Preferencia Alta en el estadio de El Sadar, con capacidad para 4.000 espectadores.

## Segunda clasificación para la UEFA y caída a Segunda
El C.A. Osasuna siguió creciendo en todos los sentidos en los mejores años de la historia del club hasta entonces. En la temporada 1991/92 realizó una excelente participación en la Copa de la UEFA, disputándose la primera eliminatoria contra el Slavia de Sofía, conjunto búlgaro al que se le eliminó tras perder en Sofía 1-0, pero remontándose en el partido de vuelta por un contundente 4-0.
En segunda ronda toco en suerte los alemanes del Stuttgart, que por aquel entonces lideraban la Bundesliga. En el partido de ida jugado en Pamplona el resultado fue de empate a cero, siendo en el partido de vuelta, disputado en el estadio de Neckarstadion, donde los rojillos lograron otro hito en su historia, merced a la victoria por 2-3 del equipo navarro, que le clasificó para los octavos de final de la competición europea por primera vez en su historia.
En la tercera eliminatoria, Osasuna se enfrentó con el equipo que a la postre sería el campeón de la Copa de la UEFA, el Ajax de Ámsterdam. En el estadio de El Sadar se perdió por 0-1 y el partido de vuelta, celebrado en Dusselford (Alemania), por tener el Ajax el campo clausurado, se perdió por 1-0, ante un gran equipo plagado de figuras internacionales, entre los que destacaba Dennis Bergkamp autor de los dos goles de la eliminatoria.
La época dorada de Osasuna finalizó en la temporada 1993/94. Al final de esta temporada se culminó el descenso a Segunda División, tras catorce temporadas en la élite del fútbol español, categoría que no se recuperaría hasta el año 2000. El 1 de mayo de 1994 se consumó el descenso. A partir de ahí se inició una época de inestabilidad, Fermín Ezcurra, tras más de dos décadas en el cargo dejó la presidencia para dar paso a Javier Garro (1994/96) y este, posteriormente, a Juan Luis Irigaray (1996/98). Además de dos presidentes en cuatro años, el banquillo del C.A. Osasuna fue ocupado por siete entrenadores en este periodo de tiempo: Txetxu Rojo, Manolo Los Arcos, Paquito, Rafael Benítez, Pedro Mari Zabalza, Miguel Sola y Enrique Martín.
Este último, en la temporada 1996/97, sacó del abismo al equipo navarro. Osasuna estaba abocado al descenso a Segunda División B a falta de cinco jornadas, se situaba en puestos de descenso a 8 puntos de la salvación, pero Enrique Martín, apostó por jugadores de la cantera, venció en cuatro partidos consecutivos (Badajoz, Levante, Alavés y Mallorca, todos ellos por un gol a cero) y empató el último (Eibar) logrando así la salvación por un margen de tres puntos, cuando cinco jornadas antes las posibilidades matemáticas eran escasas.

## Salida del abismo de la Segunda División
En 1998, Javier Miranda Martínez alcanzó la presidencia del C.A. Osasuna y, en su segundo año de mandato, confió en Miguel Ángel Lotina para su proyecto deportivo. Así, al término de la temporada 1999/00, Osasuna volvió a incluirse entre los grandes. Después de seis temporadas consecutivas en Segunda División, el equipo regresó a Primera División. En la última jornada del campeonato, Osasuna venció en su estadio al Recreativo de Huelva (2-1) y los rojillos regresaron, por méritos propios, a la Liga de las Estrellas, como se le denominó popularmente, por aquel entonces, a la Primera División.
En el año 2002, tras dos años consecutivos en Primera División, Javier Miranda Martínez y Miguel Ángel Lotina abandonaron el C.A. Osasuna para dar paso a Patxi Izco, presidente, y Javier Aguirre, exjugador rojillo en la década de los ochenta, como entrenador. El equipo logró con comodidad la permanencia en Primera División, por tercera temporada consecutiva.
Javier Aguirre volvió a ser el entrenador del equipo en la temporada 2003/04, un año realmente espectacular para los rojillos. La permanencia llegó varias jornadas antes de que concluyese el campeonato y hasta el final de la liga se conservaron opciones para alcanzar un puesto en la Copa de la UEFA. Los navarros lograron importantes victorias en el Santiago Bernabéu ante el Real Madrid (0-3) o en Mestalla ante el Valencia (0-1), conjunto que al final de la liga se proclamó campeón. En el aspecto institucional, el Gobierno de Navarra aprobó el proyecto de modificación de las normas subsidiarias del Valle de Aranguren para la ampliación de las Instalaciones de Tajonar. De esta forma, el C.A. Osasuna pasó a tener más de 300.000 metros cuadrados de superficie para potenciar la Ciudad del Fútbol.

## Primera final de copa y clasificación para la Champions

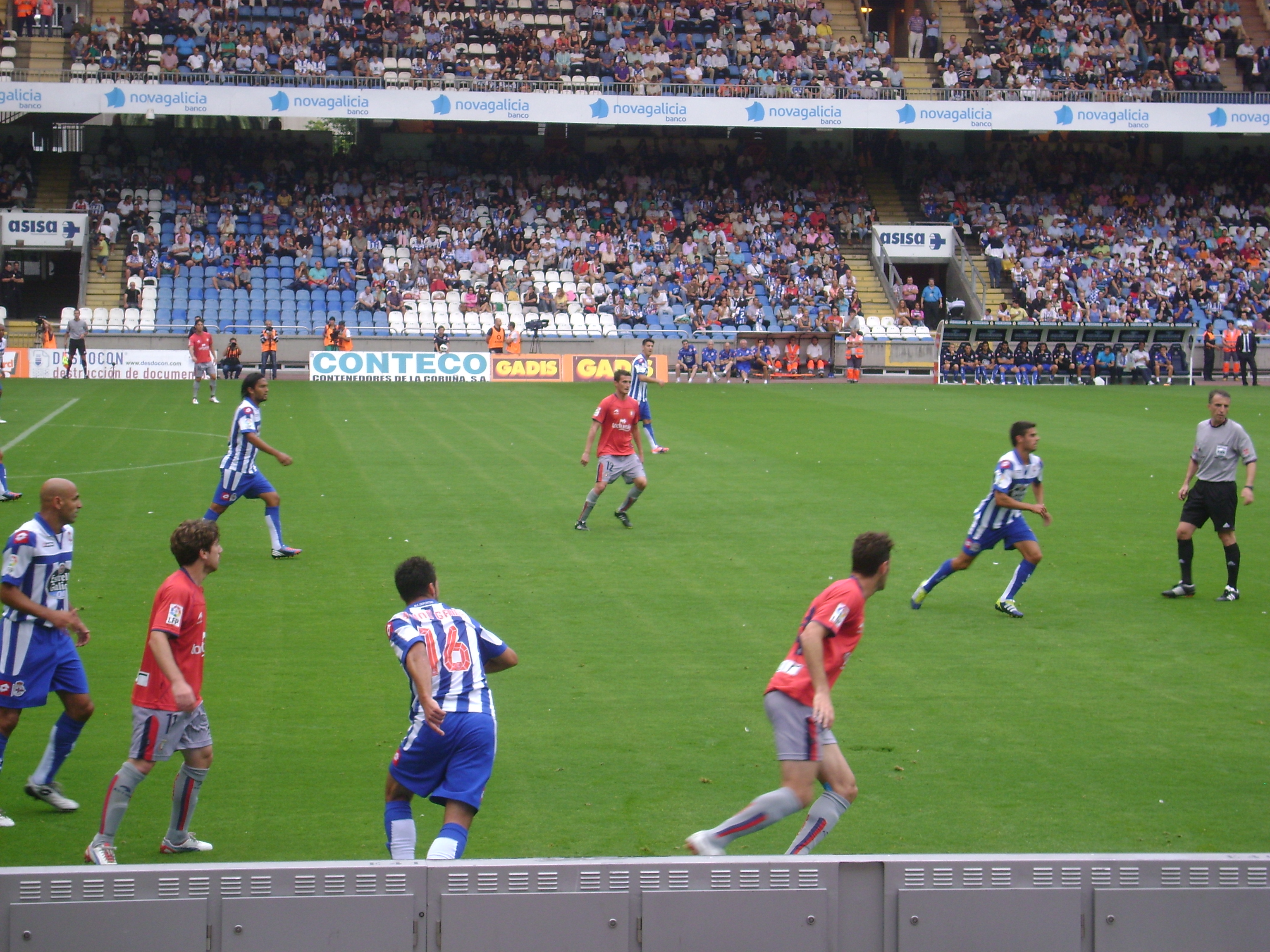
Partido entre el Deportivo de La Coruña y el Club Atlético Osasuna disputado en Riazor.

La temporada 2004/05 fue histórica para el C.A. Osasuna. Los rojillos, de la mano del técnico mexicano, lograron salvar la categoría a falta de cuatro jornadas para el final de la temporada y se clasificaron, por tercera vez en su historia, para jugar la Copa de la UEFA. Esta clasificación para competiciones europeas fue gracias a que los rojillos disputaron por primera vez en su historia la final de la Copa de S.M. El Rey ante el Real Betis, en el estadio Vicente Calderón de Madrid. El 11 de junio de 2005, unos 25.000 seguidores navarros se dieron cita en Madrid para acompañar al equipo. El C.A. Osasuna perdió el partido por dos goles a uno, después de que el tiempo reglamentario hubiese finalizado con empate a un gol, con goles de Oliveira y Aloisi. En la prórroga, Dani marcó el definitivo tanto de los béticos dando el triunfo a los sevillanos y dejando a los rojillos con el subcampeonato de esta competición, que no obstante les supuso la clasificación para la Copa de la UEFA.
La culminación de un Osasuna consolidado en la élite del fútbol llegó al año siguiente, en la temporada 2005/06, pese al efímero paso por la Copa de la UEFA donde el Stade Rennais FC francés eliminó a los navarros (con un 3-1 en el partido de ida y 0-0 en el de vuelta), cuando los rojillos realizan uno de sus mejores campeonato de liga. Después de 38 jornadas de competición, el equipo que entrenaba Javier Aguirre finalizó en el cuarto lugar de la clasificación, igualando su mejor clasificación histórica, sólo superado por el F.C. Barcelona, Real Madrid y Valencia. Esta posición posibilitó que el equipo disputara por primera vez en su historia en la fase previa de la Liga de Campeones, la competición más grande del fútbol europeo.